# Miles from Home
Miles from Home (Más allá de la ambición en España y Lejos de casa en Hispanoamérica) es un drama del año 1988, dirigida por Gary Sinise y protagonizada por Richard Gere, Helen Hunt y Brian Dennehy. 

## Argumento
Los hermanos Frank y Terry heredan una granja después de la muerte de su padre. Aunque intentan salvarla, las deudas prueban ser demasiado para ellos y deben lidiar con el fracaso de perder la propiedad, reposeída por el banco. La desesperación e ira provocada por la injusticia los lleva por un camino imprevisto. 

## Reparto
- Brian Dennehy como Frank Roberts Sr.
- Jason Campbell como Frank Roberts (joven).
- Austin Bamgarner como Terry Roberts (joven).
- Larry Poling como Nikita Khrushchev.
- Richard Gere como Frank Roberts.
- Kevin Anderson como Terry Roberts.
- Terry Kinney como Mark.
- Penelope Ann Miller como Sally.
- Helen Hunt como Jennifer.
- Francis Guinan como Tommy Malin.
- Judith Ivey como Frances.
- Dennis Blome como Sheriff.
- Laurie Metcalf como Bailarina exótica.
- John Malkovich como Barry Maxwell.
- Robert Breuler como Tom Castleman.
- Laura San Giacomo como Sandy.

## Premios y nominaciones

### Festival de Cannes
| Año  | Categoría    | Persona     | Resultado |
| ---- | ------------ | ----------- | --------- |
| 1988 | Palma de Oro | Gary Sinise | Nominada  |